# Transfeminilidade

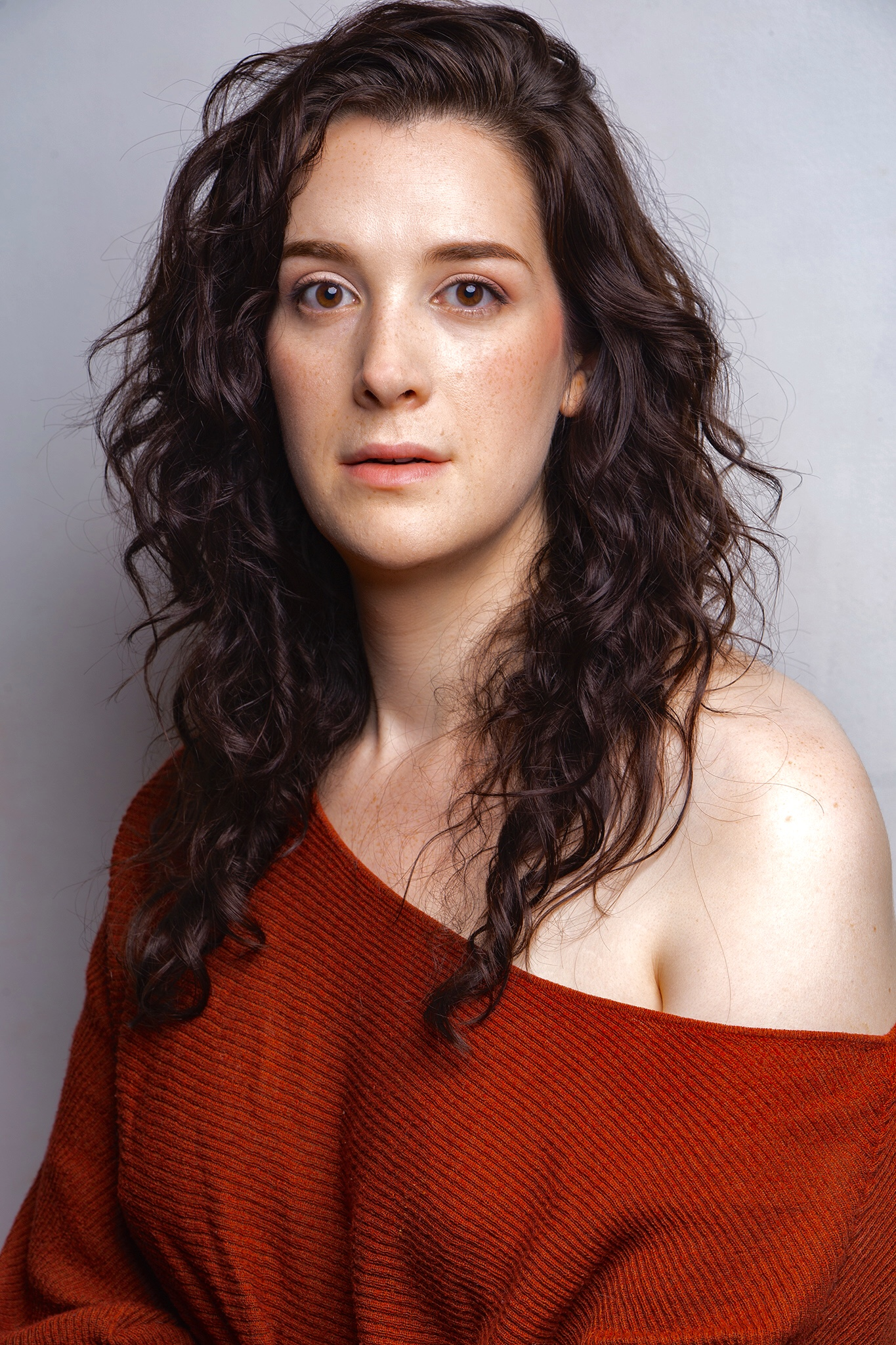
Dana Aliya Levinson: Atriz, escritora, compositora e defensora dos transgêneros radicada em Nova York.

Transfeminilidade é um termo que abrange indivíduos transgêneros cujas identidades são femininas, mas que não necessariamente se consideram mulheres, embora possam. Inclui, por um lado, mulheres trans que se descrevem como mulheres e, por outro lado, não binárias e de terceiro gênero que possuem qualidades femininas, mas que não se autoidentificam como mulheres. Uma pessoa transfeminina pode se identificar com muitos traços de feminilidade, mas não deseja se descrever como uma "mulher". O termo também se aplica a pessoas com gênero alinhado ao feminino que seja específico de certas culturas, como travesti na América Latina. Este termo é utilizado também no transfeminismo como forma de buscar união entre mulheres transgêneros binárias com pessoas não-binárias e genderqueer por suas experiências sociais em comum.
Indivíduos transfeminines passam por uma transição de gênero, entretanto, isso não significa que sua expressão de gênero venha a ser, necessariamente, feminina.
Assim como nem tode transfeminine se vê como mulher trans, nem toda mulher trans se descreve enquanto transfeminina, cabendo a ela se definir como tal, mesmo o termo estar a englobando.